# Менса-Бонсу, Попс
Нана Папа Яу Двене «Попс» Ме́нса-Бо́нсу (англ. Nana Papa Yaw Dwene "Pops" Mensah-Bonsu; 7 сентября 1983 года, Тоттенем, Лондон, Англия) — британский профессиональный баскетболист ганского происхождения, выступавший в Национальной баскетбольной ассоциации, семи различных европейских чемпионатах и за национальную сборную Великобритании. Играет на позиции тяжёлого форварда и центрового.

## Баскетбольная карьера

### Карьера любителя
Менса-Бонсу выступал на юниорском уровне в Английской баскетбольной лиге за клуб «Хэкни Уайт Хит», после чего переехал учиться в США. Там он поначалу выступал в чемпионате школьной лиги за команду школы Хана из Принстона, затем перевелся в Колледж Святого Августина в Ричленде. После окончания школы Попс поступил в Университет Джорджа Вашингтона, где его основной специальностью стала психология, а баскетбольным амплуа — тяжёлый форвард и центровой. В сезоне 2004/2005 он набирал 15 очков в среднем за матч и был избран во вторую символическую пятерку конференции. Также Менса-Бонсу прославился красивыми слэм-данками, став любимцем известного ведущего программы SportsCenter на телеканале ESPN Скотта Ван Пелта, который часто упоминал Попса в концовках репортажей.
Менса Бонсу помог команде университета попасть в плей-офф NCAA в 2005 году, где она уступила в первом раунде. На следующий год команда добилась грандиозного прогресса, завершив сезон с 26 победой при одном поражении и впервые за 50 лет попав в десятку рейтинга студенческих команд Америки. Однако Попс повредил колено в конце регулярного чемпионата, восстановился к плей-офф «мартовского безумия», но существенно помочь команде из-за последствий травмы не сумел. Вероятно, именно травма не позволила Менса-Бонсу быть выбранным на драфте НБА 2006 года. Университет Джорджа Вашингтона проиграл Университету Дьюка во втором раунде после победы над командой Университета Северной Каролины в Уилмингтоне.

### Профессиональная карьера
Летом 2006 года Менса-Бонсу подписал двухлетний контракт с клубом «Даллас Маверикс». В составе «Маверикс» Попс дебютировал лишь в 2007 году, до этого выступая за «Форт-Уорт Флайерс» из Лига развития (Д-Лига). Баскетболист стал MVP Матча всех звёзд Д-лиги, набрав 30 очков и сделав 7 подборов.
Сезон-2007/08 Менса-Бонсу провел в итальянском «Бенеттоне» (8,3 очка, 9,2 подбора, 59 % попаданий с игры, 77 % попаданий штрафных), а следующий начал в испанском «Ховентуте». В составе команды из Бадалоны он провел всего два матча Евролиги, став MVP второго тура (23 очка, 14 подборов в матче с «Лоттоматикой»), после чего получил травму плеча и был отчислен каталонским клубом.
Восстановившись от травмы, Попс вернулся в Д-лигу, сыграл за «Остин Торос». Там он набирал в среднем по 26,6 очка, делал 13,0 подбора и 2,5 блок-шота и привлек внимание «Сан-Антонио», с которым 25 февраля 2009 года подписал краткосрочный контракт. В марте 2009-го Менса-Бонсу понадобился «Торонто Рэпторс», которые заключили с ним соглашение до конца сезона. В дебютном матче за «рептилий» против «Майами Хит» Попс набрал 4 очка и сделал 10 подборов.
Сезон-2009/10 центровой начал в «Хьюстоне», откуда перешёл в «Торонто Рэпторс» на замену травмированному Реджи Эвансу. «Рэпторс» отказались от услуг баскетболиста 5 января после выздоровления Эванса. 12 января Менса-Бонсу подписал контракт с московским ЦСКА.
В межсезонье Попс подписал соглашение с испанской «Кахой Лабораль», но уже через месяц покинул клуб.
В сентябре 2010 года подписал контракт с клубом НБА «Нью-Орлеан Хорнетс».
В августе 2012, после успешного сезона в турецком клубе «Бешишташ», подписал двухлетний контракт с «Маккаби Тель-Авив», который вскоре был расторгнут из-за отрицательных результатов медицинских проверок.

## Сборная Великобритании
Менса-Бонсу помог сборной Великобритании квалифицироваться на Евробаскет-2009. В квалификации его средняя статистика составила 12,2 очка, 10,0 подбора и 1,8 блок-шота. Дебют команды на чемпионате Европы завершился тремя поражениями, тем не менее внушил оптимизм. Британцы выглядели конкурентоспособными, дав бой даже действующим чемпионам мира и будущим чемпионам Европы испанцам.

## Личное
На ганском языке тви, имя Менса-Бонсу значит Король (Nana) Отец (Papa) Рождённый В Четверг (Yaw) Три (Mensah) Кита (Bonsu). В интервью Менса-Бонсу обычно говорит, что имя досталось ему от предка, убившего кита. Его родители служат в одной из лондонских церквей. У Попса есть три брата — Коджо, Виафи и Бенсон, а также сестра Одри.
У Менса-Бонсу несколько прозвищ, включая Король-Китобой и Биг Дэдди, ставшее популярным благодаря ведущему матчей «Торонто Рэпторс» Мэтту Девлину и другим комментаторам.
Будучи рождённым в Северном Лондоне, Англия, Менса-Бонсу является страстным фанатом Тоттенхэм Хотспэр.

## Статистика

### Статистика в НБА
| Сезон   | Команда     | Регулярный сезон | Регулярный сезон          | Регулярный сезон         | Регулярный сезон         | Регулярный сезон                      | Регулярный сезон                   | Регулярный сезон            | Регулярный сезон           | Регулярный сезон              | Регулярный сезон              | Регулярный сезон         | Серия плей-офф  | Серия плей-офф            | Серия плей-офф           | Серия плей-офф           | Серия плей-офф                        | Серия плей-офф                     | Серия плей-офф              | Серия плей-офф             | Серия плей-офф                | Серия плей-офф                | Серия плей-офф           |
| Сезон   | Команда     | Сыгранные матчи  | Матчи в стартовой пятёрке | Количество минут за игру | Процент попаданий с игры | Процент попадания трёхочковых бросков | Процент попадания штрафных бросков | Количество подборов за игру | Количество передач за игру | Количество перехватов за игру | Количество блок-шотов за игру | Количество очков за игру | Сыгранные матчи | Матчи в стартовой пятёрке | Количество минут за игру | Процент попаданий с игры | Процент попадания трёхочковых бросков | Процент попадания штрафных бросков | Количество подборов за игру | Количество передач за игру | Количество перехватов за игру | Количество блок-шотов за игру | Количество очков за игру |
| ------- | ----------- | ---------------- | ------------------------- | ------------------------ | ------------------------ | ------------------------------------- | ---------------------------------- | --------------------------- | -------------------------- | ----------------------------- | ----------------------------- | ------------------------ | --------------- | ------------------------- | ------------------------ | ------------------------ | ------------------------------------- | ---------------------------------- | --------------------------- | -------------------------- | ----------------------------- | ----------------------------- | ------------------------ |
| 2006/07 | Даллас      | 13               | 0                         | 5,5                      | 64,7                     | -                                     | 38,9                               | 1,6                         | 0,0                        | 0,1                           | 0,0                           | 2,2                      | Не участвовал   | Не участвовал             | Не участвовал            | Не участвовал            | Не участвовал                         | Не участвовал                      | Не участвовал               | Не участвовал              | Не участвовал                 | Не участвовал                 | Не участвовал            |
| 2008/09 | Сан-Антонио | 3                | 0                         | 6,6                      | 71,4                     | -                                     | 71,4                               | 3,3                         | 0,0                        | 0,3                           | 0,3                           | 5,0                      | Не участвовал   | Не участвовал             | Не участвовал            | Не участвовал            | Не участвовал                         | Не участвовал                      | Не участвовал               | Не участвовал              | Не участвовал                 | Не участвовал                 | Не участвовал            |
| 2008/09 | Торонто     | 19               | 0                         | 13,8                     | 35,4                     | 0,0                                   | 68,3                               | 5,4                         | 0,3                        | 0,4                           | 0,2                           | 5,1                      | Не участвовал   | Не участвовал             | Не участвовал            | Не участвовал            | Не участвовал                         | Не участвовал                      | Не участвовал               | Не участвовал              | Не участвовал                 | Не участвовал                 | Не участвовал            |
| 2009/10 | Хьюстон     | 4                | 0                         | 3,2                      | 25,0                     | -                                     | 50,0                               | 1,0                         | 0,3                        | 0,3                           | 0,3                           | 1,3                      | Не участвовал   | Не участвовал             | Не участвовал            | Не участвовал            | Не участвовал                         | Не участвовал                      | Не участвовал               | Не участвовал              | Не участвовал                 | Не участвовал                 | Не участвовал            |
| 2009/10 | Торонто     | 16               | 0                         | 6,7                      | 41,4                     | -                                     | 55,6                               | 1,9                         | 0,1                        | 0,2                           | 0,5                           | 2,1                      | Не участвовал   | Не участвовал             | Не участвовал            | Не участвовал            | Не участвовал                         | Не участвовал                      | Не участвовал               | Не участвовал              | Не участвовал                 | Не участвовал                 | Не участвовал            |
| 2010/11 | Нью-Орлеан  | 7                | 0                         | 5,0                      | 33,3                     | -                                     | -                                  | 1,6                         | 0,3                        | 0,0                           | 0,0                           | 0,3                      | Не участвовал   | Не участвовал             | Не участвовал            | Не участвовал            | Не участвовал                         | Не участвовал                      | Не участвовал               | Не участвовал              | Не участвовал                 | Не участвовал                 | Не участвовал            |
|         | Всего       | 62               | 0                         | 8,2                      | 41,0                     | 0,0                                   | 58,9                               | 2,9                         | 0,2                        | 0,2                           | 0,2                           | 2,9                      | Не участвовал   | Не участвовал             | Не участвовал            | Не участвовал            | Не участвовал                         | Не участвовал                      | Не участвовал               | Не участвовал              | Не участвовал                 | Не участвовал                 | Не участвовал            |

### Статистика в Джи-Лиге
| Сезон   | Команда     | Регулярный сезон | Регулярный сезон          | Регулярный сезон         | Регулярный сезон         | Регулярный сезон                      | Регулярный сезон                   | Регулярный сезон            | Регулярный сезон           | Регулярный сезон              | Регулярный сезон              | Регулярный сезон         | Серия плей-офф  | Серия плей-офф            | Серия плей-офф           | Серия плей-офф           | Серия плей-офф                        | Серия плей-офф                     | Серия плей-офф              | Серия плей-офф             | Серия плей-офф                | Серия плей-офф                | Серия плей-офф           |
| Сезон   | Команда     | Сыгранные матчи  | Матчи в стартовой пятёрке | Количество минут за игру | Процент попаданий с игры | Процент попадания трёхочковых бросков | Процент попадания штрафных бросков | Количество подборов за игру | Количество передач за игру | Количество перехватов за игру | Количество блок-шотов за игру | Количество очков за игру | Сыгранные матчи | Матчи в стартовой пятёрке | Количество минут за игру | Процент попаданий с игры | Процент попадания трёхочковых бросков | Процент попадания штрафных бросков | Количество подборов за игру | Количество передач за игру | Количество перехватов за игру | Количество блок-шотов за игру | Количество очков за игру |
| ------- | ----------- | ---------------- | ------------------------- | ------------------------ | ------------------------ | ------------------------------------- | ---------------------------------- | --------------------------- | -------------------------- | ----------------------------- | ----------------------------- | ------------------------ | --------------- | ------------------------- | ------------------------ | ------------------------ | ------------------------------------- | ---------------------------------- | --------------------------- | -------------------------- | ----------------------------- | ----------------------------- | ------------------------ |
| 2008/09 | Остин Торос | 8                | 8                         | 39,7                     | 60,8                     | 0,0                                   | 70,1                               | 13,0                        | 2,4                        | 1,5                           | 2,5                           | 26,6                     | Не участвовал   | Не участвовал             | Не участвовал            | Не участвовал            | Не участвовал                         | Не участвовал                      | Не участвовал               | Не участвовал              | Не участвовал                 | Не участвовал                 | Не участвовал            |
|         | Всего       | 8                | 8                         | 39,7                     | 60,8                     | 0,0                                   | 70,1                               | 13,0                        | 2,4                        | 1,5                           | 2,5                           | 26,6                     | Не участвовал   | Не участвовал             | Не участвовал            | Не участвовал            | Не участвовал                         | Не участвовал                      | Не участвовал               | Не участвовал              | Не участвовал                 | Не участвовал                 | Не участвовал            |

### Статистика в NCAA
| Сезон   | Команда          | Конференция | Год обучения («FR» — 1 курс, «SO» — 2 курс, «JR» — 3 курс, «SR» — 4 курс) | Сыгранные матчи | Матчи в стартовой пятёрке | Количество минут за игру | Процент попаданий с игры | Процент попадания трёхочковых бросков | Процент попадания штрафных бросков | Количество подборов за игру | Количество передач за игру | Количество перехватов за игру | Количество блок-шотов за игру | Количество очков за игру |
| ------- | ---------------- | ----------- | ------------------------------------------------------------------------- | --------------- | ------------------------- | ------------------------ | ------------------------ | ------------------------------------- | ---------------------------------- | --------------------------- | -------------------------- | ----------------------------- | ----------------------------- | ------------------------ |
| 2002/03 | Джордж Вашингтон | A-10        | FR                                                                        | 29              | 26                        | 24,7                     | 58,5                     | -                                     | 66,7                               | 5,7                         | 0,4                        | 1,0                           | 0,9                           | 10,1                     |
| 2003/04 | Джордж Вашингтон | A-10        | SO                                                                        | 30              | 2                         | 21,2                     | 61,6                     | -                                     | 68,5                               | 5,4                         | 0,4                        | 0,8                           | 1,0                           | 11,6                     |
| 2004/05 | Джордж Вашингтон | A-10        | JR                                                                        | 30              | 22                        | 24,3                     | 57,1                     | -                                     | 57,1                               | 6,6                         | 0,8                        | 0,9                           | 1,5                           | 12,6                     |
| 2005/06 | Джордж Вашингтон | A-10        | SR                                                                        | 23              | 22                        | 25,3                     | 56,4                     | -                                     | 53,4                               | 6,7                         | 0,8                        | 0,4                           | 1,7                           | 12,6                     |
| Всего   | Всего            | Всего       | Всего                                                                     | 112             | 72                        | 23,8                     | 58,4                     | -                                     | 60,8                               | 6,0                         | 0,6                        | 0,8                           | 1,3                           | 11,7                     |

### Статистика в других лигах
| Сезон | Команда              | Лига                 | GP  | GS  | MPG  | FG%  | 3P%   | FT%   | RPG  | APG | SPG | BPG | PFL | TOV | PPG  |
| --- | -------------------- | -------------------- | --- | --- | ---- | ---- | ----- | ----- | ---- | --- | --- | --- | --- | --- | ---- |
| 2007/08 | Все клубы            | Все лиги             | 43  | 29  | 24,7 | 59,5 | 100,0 | 57,1  | 8,3  | 0,3 | 1,3 | 1,1 | 2,7 | 2,1 | 9,7  |
| 2007/08 | Бенеттон             | Чемпионат Италии     | 31  | 20  | 24,5 | 59,4 | 100,0 | 54,6  | 8,3  | 0,3 | 1,3 | 1,1 | 2,8 | 2,3 | 9,2  |
| 2007/08 | Бенеттон             | Кубок Европы         | 11  | 8   | 24,6 | 61,2 | -     | 66,7  | 8,4  | 0,3 | 1,0 | 0,9 | 2,5 | 1,6 | 10,0 |
| 2007/08 | Гранада              | Чемпионат Испании    | 1   | 1   | 30,9 | 53,3 | -     | 50,0  | 9,0  | 2,0 | 3,0 | 3,0 | 3,0 | 2,0 | 22,0 |
| 2008/09 | Все клубы            | Все лиги             | 7   | 5   | 25,7 | 54,0 | 0,0   | 80,6  | 7,1  | 1,0 | 1,4 | 1,3 | 3,3 | 2,0 | 13,3 |
| 2008/09 | Ховентут             | Чемпионат Испании    | 5   | 4   | 24,9 | 67,6 | 0,0   | 66,7  | 5,4  | 0,6 | 1,2 | 0,8 | 3,2 | 2,2 | 11,2 |
| 2008/09 | Ховентут             | Евролига             | 2   | 1   | 27,6 | 37,9 | -     | 93,8  | 11,5 | 2,0 | 2,0 | 2,5 | 3,5 | 1,5 | 18,5 |
| 2009/10 | ЦСКА                 | Евролига             | 8   | 0   | 8,3  | 52,0 | 0,0   | 56,3  | 1,5  | 0,1 | 0,6 | 0,6 | 1,5 | 0,4 | 4,4  |
| 2010/11 | АСВЕЛ                | Чемпионат Франции    | 14  | 14  | 30,2 | 54,0 | 66,7  | 66,3  | 9,3  | 1,3 | 1,4 | 0,5 | 3,1 | 2,4 | 16,5 |
| 2011/12 | Все клубы            | Все лиги             | 43  | 28  | 24,8 | 62,2 | 28,6  | 65,7  | 8,8  | 0,7 | 0,8 | 0,9 | 2,7 | 2,1 | 14,3 |
| 2011/12 | Бешикташ             | Чемпионат Турции     | 32  | 17  | 23,0 | 61,6 | 50,0  | 65,6  | 7,8  | 0,6 | 0,9 | 0,8 | 2,6 | 2,0 | 12,9 |
| 2011/12 | Бешикташ             | Кубок вызова         | 11  | 11  | 30,0 | 63,3 | 0,0   | 65,8  | 11,8 | 1,3 | 0,5 | 1,0 | 2,9 | 2,5 | 18,5 |
| 2012/13 | Все клубы            | Все лиги             | 15  | 1   | 15,9 | 53,1 | -     | 41,4  | 6,1  | 0,5 | 0,4 | 0,5 | 1,9 | 1,8 | 7,3  |
| 2012/13 | Севилья              | Чемпионат Испании    | 6   | 0   | 14,6 | 38,5 | -     | 53,3  | 4,8  | 0,5 | 0,5 | 0,3 | 2,0 | 1,8 | 6,3  |
| 2012/13 | Олимпия (Милан)      | Чемпионат Италии     | 9   | 1   | 16,8 | 66,7 | -     | 37,2  | 7,0  | 0,6 | 0,3 | 0,7 | 1,8 | 1,8 | 8,0  |
| 2013/14 | Все клубы            | Все лиги             | 55  | 25  | 20,1 | 60,7 | 25,0  | 60,2  | 6,3  | 0,5 | 0,5 | 0,4 | 2,1 | 1,0 | 8,7  |
| 2013/14 | Галатасарай          | Чемпионат Турции     | 37  | 17  | 19,5 | 62,5 | 50,0  | 60,9  | 6,2  | 0,5 | 0,5 | 0,4 | 1,9 | 1,0 | 8,9  |
| 2013/14 | Галатасарай          | Евролига             | 18  | 8   | 21,4 | 57,1 | 0,0   | 58,5  | 6,5  | 0,5 | 0,4 | 0,4 | 2,4 | 1,0 | 8,4  |
| 2014/15 | Все клубы            | Все лиги             | 24  | 19  | 24,1 | 58,1 | 33,3  | 62,8  | 7,5  | 1,3 | 0,9 | 0,7 | 2,5 | 2,0 | 13,0 |
| 2014/15 | Хапоэль (Иерусалим)  | Кубок Европы         | 4   | 0   | 14,7 | 57,9 | 50,0  | 63,6  | 3,0  | 0,5 | 0,8 | 0,8 | 2,0 | 0,8 | 7,5  |
| 2014/15 | Хапоэль (Иерусалим)  | Чемпионат Израиля    | 2   | 2   | 9,5  | 66,7 | -     | 100,0 | 2,5  | 0,5 | 0,0 | 0,0 | 2,0 | 0,5 | 5,0  |
| 2014/15 | АЕК                  | Чемпионат Греции     | 18  | 17  | 27,8 | 57,8 | 28,6  | 62,1  | 9,0  | 1,5 | 1,1 | 0,7 | 2,7 | 2,4 | 15,1 |
| Всего | Всего                | Всего                | 209 | 121 | 22,6 | 58,9 | 32,1  | 61,3  | 7,4  | 0,7 | 0,8 | 0,7 | 2,5 | 1,7 | 11,0 |
| В Евролиге | В Евролиге           | В Евролиге           | 28  | 9   | 18,1 | 52,8 | 0,0   | 64,7  | 5,4  | 0,5 | 0,6 | 0,6 | 2,3 | 0,9 | 8,0  |
| В Кубке Европы | В Кубке Европы       | В Кубке Европы       | 15  | 8   | 22,0 | 60,5 | 50,0  | 66,0  | 6,9  | 0,3 | 0,9 | 0,9 | 2,4 | 1,4 | 9,3  |
| В чемпионате Италии | В чемпионате Италии  | В чемпионате Италии  | 40  | 21  | 22,8 | 60,8 | 100,0 | 50,3  | 8,0  | 0,3 | 1,1 | 1,0 | 2,6 | 2,2 | 9,0  |
| В чемпионате Испании | В чемпионате Испании | В чемпионате Испании | 12  | 5   | 20,3 | 52,3 | 0,0   | 57,1  | 5,4  | 0,7 | 1,0 | 0,8 | 2,6 | 2,0 | 9,7  |
| В чемпионате Турции | В чемпионате Турции  | В чемпионате Турции  | 69  | 34  | 21,1 | 62,0 | 50,0  | 63,5  | 6,9  | 0,5 | 0,7 | 0,6 | 2,2 | 1,5 | 10,8 |
| Наведите курсор мыши на аббревиатуры в заголовке таблицы, чтобы прочесть их расшифровку Статистика приведена с сайта basketball.realgm.com |                      |                      |     |     |      |      |       |       |      |     |     |     |     |     |      |